# Cnephora
Cnephora là một chi bướm đêm thuộc họ Geometridae.